# Supercup
Supercup (englisch für Superpokal) ist ein Wettbewerb im Sport, in dem die Gewinner zweier Wettbewerbe gegeneinander antreten. Im Gegensatz zum Vereinigungskampf ist jedoch die Zusammenführung der Gewinner-Titel nicht beabsichtigt. Auch ist der Titel nicht als der höchste des jeweiligen Verbandes anzusehen, vielmehr ist er im Vergleich zu den anderen im sportlichen Wert um einiges geringer. Supercup-Wettbewerbe werden hauptsächlich im Fußball ausgespielt – zumeist als Spiel zwischen Meister und Pokalsieger eines Landes.

## Supercup-Wettbewerbe imBasketball

### Auf kontinentaler Ebene
- Europa (FIBA Europa): FIBA SuperCup Women (seit 2009 ausgetragen)

### Auf internationaler Ebene
- DBB: Basketball-Supercup

### Auf nationaler Ebene
- Deutschland: BBL Champions Cup (von 2006 bis 2015 ausgetragen)
- Italien: TIM Supercoppa
- Schweiz: Indoor Sports Supercup
- Spanien: Supercopa de España de Baloncesto

## Supercup-Wettbewerbe imEishockey

### Auf kontinentaler Ebene
- IIHF: IIHF Super Cup (zwischen 1997 und 2000 ausgetragen)

## Supercup-Wettbewerbe imFußball

### Auf kontinentaler Ebene
Drei der sechs kontinentalen Fußballverbände veranstalten derzeit kontinentale Supercups:
- Afrika (CAF): CAF Super Cup
- Europa (UEFA): UEFA Super Cup
- Südamerika (CONMEBOL): Recopa Sudamericana
- Asien (AFC): Asian Super Cup (mittlerweile eingestellt)

### Auf nationaler Ebene

#### Europa (UEFA)
- Albanien: Albanischer Fußball-Supercup
- Andorra: Andorranischer Fußball-Supercup
- Armenien: Armenischer Fußball-Supercup
- Aserbaidschan: Aserbaidschanischer Fußball-Supercup (1993–2007)
- Belarus: Belarussischer Fußball-Supercup
- Belgien: Belgischer Fußball-Supercup
- Bosnien und Herzegowina: Bosnisch-herzegowinischer Fußball-Supercup (1997–2001)
- Bulgarien: Bulgarischer Fußball-Supercup
- Dänemark: Dänischer Fußball-Supercup (1994–2004)
- DDR: DFV-Supercup (1989)
- Deutschland: Franz-Beckenbauer-Supercup / DFB-Supercup (Frauen)
- England: FA Community Shield / FA Women’s Community Shield (2000–2008)
- Estland: Estnischer Fußball-Supercup / Naiste Superkarikas
- Färöer: Färöischer Fußball-Supercup
- Frankreich: Französischer Fußball-Supercup (Trophée des Champions) / Trophée des Championnes
- Georgien: Georgischer Fußball-Supercup
- Gibraltar: Gibraltarischer Fußball-Supercup
- Griechenland: Griechischer Fußball-Supercup
- Irland: Irischer Fußball-Supercup
- Island: Isländischer Fußball-Supercup
- Israel: Israelischer Fußball-Supercup
- Italien: Supercoppa Italiana / Supercoppa Italiana (Frauenfußball)
- Kasachstan: Kasachischer Fußball-Supercup
- Kroatien: Kroatischer Fußball-Supercup
- Lettland: Lettischer Fußball-Supercup
- Litauen: Litauischer Fußball-Supercup
- Malta: Maltesischer Fußball-Supercup
- Nordmazedonien: Mazedonischer Fußball-Supercup
- Moldau: Moldauischer Fußball-Supercup
- Niederlande: Johan-Cruyff-Schale, Supercup der Amateure
- Nordirland: Nordirischer FA Charity Shield (1992–2000)
- Norwegen: Mesterfinalen
- Österreich: ÖFB-Supercup (1986–2004) / ÖFB-Supercup der Frauen (2001–2004)
- Polen: Polnischer Fußball-Supercup
- Portugal: Portugiesischer Fußball-Supercup / Portugiesischer Fußball-Supercup der Frauen
- Rumänien: Rumänischer Fußball-Supercup
- Russland: Russischer Fußball-Supercup
- San Marino: Supercoppa di San Marino (bis 2011 Trofeo Federale)
- Schweden: Schwedischer Fußball-Supercup / Supercupen damer
- Schweiz: Schweizer Fussball-Supercup (1986–1990)
- Slowakei: Slowakischer Fußball-Supercup
- Slowenien: Slowenischer Fußball-Supercup
- Sowjetunion: Sowjetischer Fußball-Supercup (1977–1988)
- Spanien: Supercopa de España / Supercopa de España (Frauenfußball)
- Tschechien: Tschechischer Fußball-Supercup
- Türkei: Türkischer Fußball-Supercup
- Ukraine: Ukrainischer Fußball-Supercup
- Ungarn: Ungarischer Fußball-Supercup
- Vatikanstadt: Supercoppa Vaticana
- Zypern: Zyprischer Fußball-Supercup

#### Afrika (CAF)
- Ägypten: Ägyptischer Fußball-Supercup
- Algerien: Algerischer Fußball-Supercup
- Angola: Supertaça de Angola
- Libyen: Libyscher Fußball-Supercup
- Tunesien: Tunesischer Fußball-Supercup

#### Asien (AFC)
- Iran: Iranischer Fußball-Supercup
- Japan: Japanischer Fußball-Supercup
- Libanon: Libanesischer Fußball-Supercup
- Oman: Omani Super Cup
- Saudi-Arabien: Saudi-arabischer Fußball-Supercup
- Südkorea: Südkoreanischer Fußball-Supercup
- Thailand: Kor Royal Cup
- Vietnam: Vietnamesischer Supercup

#### Südamerika (CONMEBOL)
- Argentinien: Supercopa Argentina
- Brasilien: Supercopa do Brasil (zwischen 1990 und 1991)
- Chile: Chilenischer Fußball-Supercup
- Kolumbien: Superliga de Colombia

#### Nord-, Mittelamerika & Karibik (CONCACAF)
- Suriname: Suriname President’s Cup
- Vereinigte Staaten: NWSL Challenge Cup (seit 2024)

## Supercup-Wettbewerbe imHandball

### Auf internationaler Ebene
- EHF: EHF Champions Trophy (1979 – 2008)
- Supercup (1979 – 2015)
- Supercopa Ibérica masculina de Balonmano

### Auf nationaler Ebene
- Deutschland: DHB-Supercup
- Schweiz: Schweizer SuperCup (Handball, Männer) und Schweizer SuperCup (Handball, Frauen)
- Spanien: Supercopa de España masculina de balonmano und Supercopa de España femenina de balonmano

## Supercup-Wettbewerbe imRugby Union

### Auf internationaler Ebene
- Super Cup (bis 2004 Super Powers Cup) ist der Name eines jährlich ausgetragenes internationales Rugby Union Turnier der IRB, an dem die Nationalmannschaften aus Kanada, Japan, Russland und den Vereinigten Staaten teilnehmen.

## Supercup-Wettbewerbe imUnihockey

### Auf nationaler Ebene
- Schweiz: Indoor Sports Supercup

## Supercup-Wettbewerbe imVolleyball

### Auf nationaler Ebene
- Deutschland: VBL-Supercup
- Italien: Supercoppa Italiana
- Schweiz: Indoor Sports Supercup